# Чудовщина (Дятловский район)
Чудовщина (бел. Чудаўшчына) — деревня в Даниловичском сельсовете Дятловского района Гродненской области Республики Беларусь. По переписи населения 2009 года в Чудовщине проживало 25 человек.

## История
В 1909 году Чудовщина — деревня в Кошелёвской волости Новогрудского уезда Минской губернии (13 хозяйств, 90 жителей).
В 1921—1939 годах Чудовщина находилась в составе межвоенной Польской Республики. В сентябре 1939 года Чудовщина вошла в состав БССР.
В 1996 году Чудовщина входила в состав колхоза «Гвардия». В деревне насчитывалось 24 хозяйства, проживало 44 человека.